# Тирнова (комуна, Арад)
Тирнова (рум. Târnova) — комуна у повіті Арад в Румунії. До складу комуни входять такі села (дані про населення за 2002 рік):
- Агрішу-Маре (1114 осіб)
- Ареняг (455 осіб)
- Драуц (917 осіб)
- Дуд (691 особа)
- Кієр (1195 осіб)
- Тирнова (1868 осіб) — адміністративний центр комуни

Комуна розташована на відстані 395 км на північний захід від Бухареста, 40 км на північний схід від Арада, 147 км на захід від Клуж-Напоки, 76 км на північний схід від Тімішоари.

## Населення
За даними перепису населення 2002 року у комуні проживали 6240 осіб.
Національний склад населення комуни:
| Національність | Кількість осіб | Відсоток |
| -------------- | -------------- | -------- |
| румуни         | 5369           | 86,0%    |
| українці       | 669            | 10,7%    |
| цигани         | 140            | 2,2%     |
| угорці         | 39             | 0,6%     |
| словаки        | 15             | 0,2%     |
| італійці       | 3              | < 0,1%   |
| німці          | 2              | < 0,1%   |
| серби          | 1              | < 0,1%   |

Рідною мовою назвали:
| Мова       | Кількість осіб | Відсоток |
| ---------- | -------------- | -------- |
| румунська  | 5664           | 90,8%    |
| українська | 512            | 8,2%     |
| угорська   | 28             | 0,4%     |
| циганська  | 21             | 0,3%     |
| словацька  | 6              | 0,1%     |
| італійська | 3              | < 0,1%   |
| німецька   | 2              | < 0,1%   |
| сербська   | 1              | < 0,1%   |

Склад населення комуни за віросповіданням:
| Релігія                             | Кількість осіб | Відсоток |
| ----------------------------------- | -------------- | -------- |
| православні                         | 4385           | 70,3%    |
| п'ятдесятники                       | 1289           | 20,7%    |
| баптисти                            | 379            | 6,1%     |
| адвентисти                          | 132            | 2,1%     |
| римо-католики                       | 24             | 0,4%     |
| греко-католики                      | 13             | 0,2%     |
| не релігійні                        | 6              | 0,1%     |
| старообрядці                        | 5              | 0,1%     |
| реформати                           | 3              | < 0,1%   |
| лютерани                            | 1              | < 0,1%   |
| лютерани (Аугсбурзького сповідання) | 1              | < 0,1%   |

## Зовнішні посилання
- Дані про комуну Тирнова на сайті Ghidul Primăriilor [Архівовано 17 січня 2013 у Wayback Machine.]